# Centipeda
Centipeda es un género de plantas fanerógamas perteneciente a la familia de las asteráceas. Comprende 21 especies descritas y solo 11 aceptadas. Es el único género de la subtribu Centipedinae.

## Taxonomía
El género fue descrito por João de Loureiro y publicado en Flora Cochinchinensis 492. 1790.

## Especies seleccionadas
A continuación se brinda un listado de las especies del género Centipeda aceptadas hasta junio de 2012, ordenadas alfabéticamente. Para cada una se indica el nombre binomial seguido del autor, abreviado según las convenciones y usos.
- Centipeda aotearoana N.G.Walsh
- Centipeda borealis N.G.Walsh
- Centipeda crateriformis N.G.Walsh
- Centipeda cunninghamii (DC.) A.Braun & Asch.
- Centipeda elatinoides (Less.) Benth. & Hook.f. ex O.Hoffm.
- Centipeda minima (L.) A. Br. & Asch.
- Centipeda nidiformis N.G.Walsh
- Centipeda pleiocephala N.G.Walsh
- Centipeda pyrethraria
- Centipeda racemosa F.Muell.
- Centipeda thespidioides F.Muell.